# Lars Broman (fysiker)
Lars Erik Emanuel Broman, född 8 september 1940, är en svensk professor emeritus i fysik.

## Biografi
Lars Broman växte upp i Uppsala och i Göteborg. Han blev, vid Göteborgs universitet, filosofie kandidat 1962, filosofie licentiat 1965, filosofie doktor i fysik 1967 på en avhandling i kärnfysik, och docent i kärnfysik 1968.
Han arbetade på Chalmers 1962–1970, som assistent, forskningsassistent och universitetslektor i fysik. Han blev 1970 lektor i fysik vid Lärarhögskolan i Falun och därefter på Högskolan Dalarna, där han blev biträdande professor i fysikdidaktik 1997, professor i fysik 2001 och emeritus 2007.
År 2008 tog han initiativet till att starta Strömstad akademi som en hemvist för pensionerade professorer och andra lärare och forskare som inte längre har plats på sitt gamla lärosäte. Broman är sedan start, och alltjämt (2018), akademins rektor.
Broman var 1978–1979 förbundsordförande i Miljöförbundet och deltog aktivt på nej-sidan inför folkomröstningen om kärnkraft 1980. År 1984 startade han Centrum för solenergiforskning SERC, och Europeiska solingenjörsskolan ESES 1999.

### Familj
Lars Broman är son till matematikern Arne Broman.